# Phascolion
Phascolion is een geslacht in de taxonomische indeling van de Sipuncula (Pindawormen).
Het geslacht behoort tot de familie Phascolionidae. Phascolion werd in 1875 beschreven door Théel.

## Soorten
Phascolion omvat de volgende soorten:
- Phascolion (Isomya) convestitum
- Phascolion (Isomya) gerardi
- Phascolion (Isomya) hedraeum
- Phascolion (Isomya) lucifugax
- Phascolion (Isomya) microspheroidis
- Phascolion (Isomya) tuberculosum
- Phascolion (Lesenka) collare
- Phascolion (Lesenka) cryptum
- Phascolion (Lesenka) hupferi
- Phascolion (Lesenka) rectum
- Phascolion (Lesenka) valdiviae
- Phascolion (Montuga) lutense
- Phascolion (Montuga) pacificum
- Phascolion (Phascolion) abnorme
- Phascolion (Phascolion) bogorovi
- Phascolion (Phascolion) caupo
- Phascolion (Phascolion) hibridum
- Phascolion (Phascolion) medusae
- Phascolion (Phascolion) megaethi
- Phascolion (Phascolion) pharetratum
- Phascolion (Phascolion) psammophilus
- Phascolion (Phascolion) robertsoni
- Phascolion (Phascolion) ushakovi
- Phascolion (Villiophora) cirratum